# Bremen-Verden
Die administrativ vereinigten Herzogtümer Bremen und Verden bildeten ein Reichsterritorium im Elbe-Weser-Dreieck im Bereich der heutigen Landkreise Cuxhaven, Stade, Rotenburg (Wümme), Harburg, Osterholz, eines kleinen Teils des heutigen Landkreises Heidekreis und Verden sowie im Bereich der heutigen Stadt Bremerhaven und einiger Gebiete, die heute zum Stadtgebiet Bremens und Hamburgs gehören. Verwaltungssitz war Stade.

## Geschichte
Das Territorium entstand mit dem Westfälischen Frieden von 1648, als das ehemalige Erzstift Bremen zusammen mit dem ebenso säkularisierten ehemaligen Hochstift Verden an Schweden fiel. Im so neu geschaffenen Herzogtum wurde Stade zum Hauptort erklärt. 1651 erhielt die lutherische Kirche Bremen-Verdens eine organisatorische Struktur mit Konsistorium und Generalsuperintendent in Stade (bis 1885 noch ohne Hadeln, wo schon länger eine Landeskirche bestand). Im Schwedisch-Brandenburgischen Krieg von 1675 bis 1676 wurde dieses schwedische Herzogtum im sogenannten Bremen-Verdener Feldzug durch mehrere Staaten des Heiligen Römischen Reiches und Dänemark erobert und blieb bis zum Kriegsende 1679 in alliiertem Besitz. Im Zuge des Friedens von Saint-Germain im Jahre 1679 fiel Bremen-Verden wieder an Schweden. In der Rechtsprechung führte der Instanzenweg zum 1653 gebildeten Wismarer Tribunal als Oberappellationsgericht für die schwedischen Lehen im Heiligen Römischen Reich.
Das Herzogtum Bremen und das Fürstentum Verden blieben staatsrechtlich eigenständige, deutsche Fürstentümer. Der schwedische Monarch wurde zwar Landesherr,  aber nicht als König von Schweden, sondern als deutscher Reichsfürst. Die beiden Territorien nahmen als Provinzen, nicht aber als inkorporierte Glieder, ihren Platz im schwedischen Staatsgefüge ein und behielten daher ihre Rechte und Privilegien.
Nach einer kurzen Zeit unter dänischer Herrschaft fiel Bremen-Verden 1715 durch Kauf an das Kurfürstentum Braunschweig-Lüneburg und blieb dort (mit weiteren Unterbrechungen durch schwedische und französische Herrschaft), bis 1866 das Königreich Hannover von Preußen annektiert wurde. 1823 war das Territorium in der Landdrostei Stade des Königreichs Hannover, dem späteren Regierungsbezirk Stade aufgegangen.
Nach 1945 gehörte das Gebiet des ehemaligen Herzogtums als Teil des Regierungsbezirks Stade zunächst zum Land Hannover und später zum Bundesland Niedersachsen. Um das kulturelle Erbe des Territoriums bemüht sich heute der Landschaftsverband Stade.

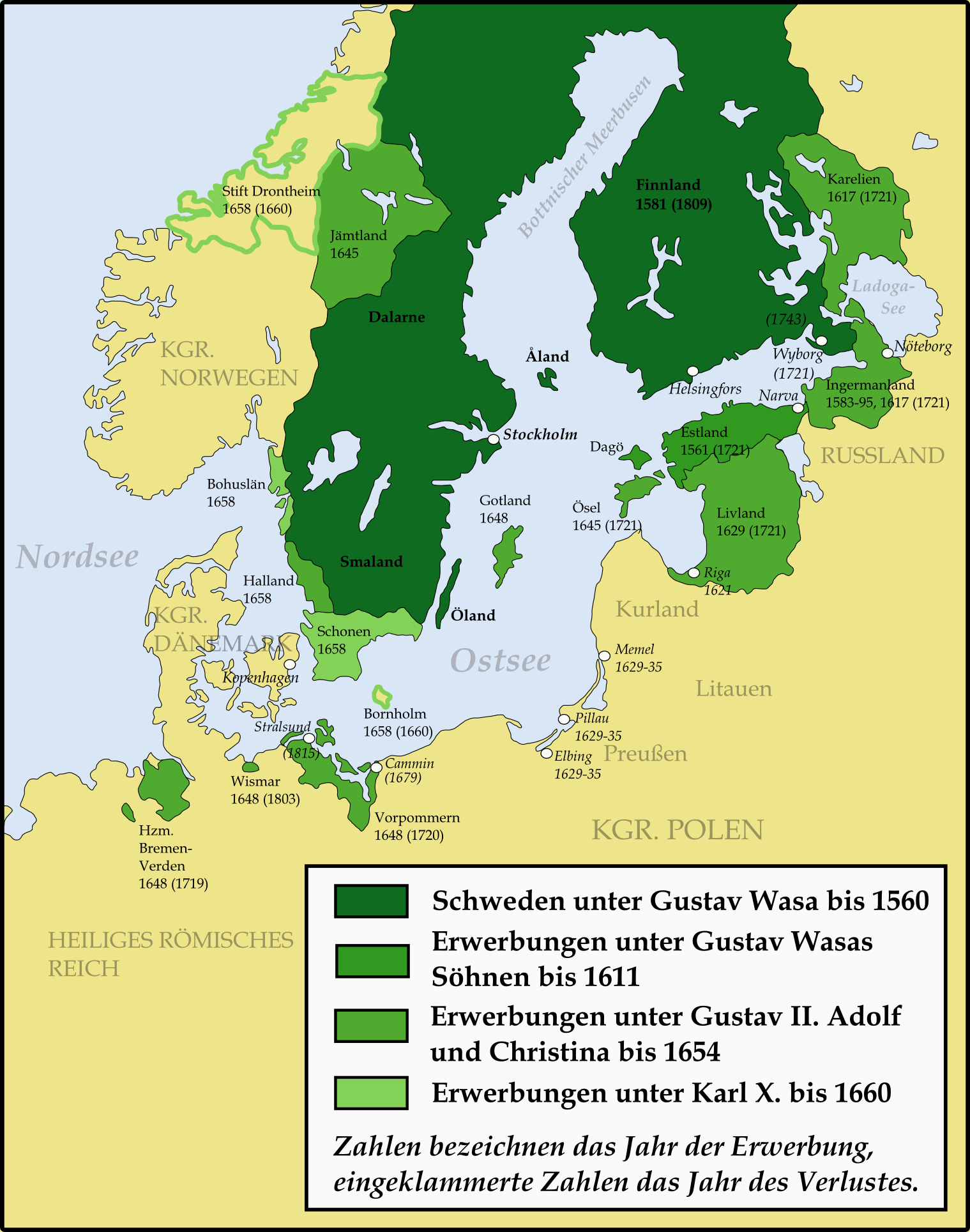
Bremen-Verden als westlichstes Territorium im schwedischen Reich des 17. Jahrhunderts

## Herzöge von Bremen und Fürsten von Verden (1648–1823)
Haus Wasa:
- 1648–1654 Christina von Schweden (1626–1689)

Haus Pfalz-Zweibrücken:
- 1654–1660 Karl X. Gustav von Schweden (1622–1660)
- 1660–1697 Karl XI. von Schweden (1655–1697)
- 1697–1718 Karl XII. von Schweden (1682–1718)
- 1718–1719 Ulrika Eleonore von Schweden (1688–1741), nur dem Anspruch nach, da Bremen-Verden dänisch besetzt war, ohne kaiserliche Belehnung

Haus Hannover:
- 1715–1727 Georg I. Ludwig, König von Großbritannien und Kurfürst von Hannover (1660–1727), nur dem Anspruch nach, ohne kaiserliche Belehnung
- 1727–1760 Georg II. August, König von Großbritannien und Kurfürst von Hannover (1683–1760), kaiserliche Belehnung 1733
- 1760–1820 Georg III. Wilhelm Friedrich, König des Vereinigten Königreichs und Kurfürst bzw. König von Hannover (1738–1820), 1803–1813 de facto außer Besitz gesetzt durch wechselnde Besatzer im Zuge der napoléonischen Kriege
- 1820–1823 Georg IV. August Friedrich, König des Vereinigten Königreichs und von Hannover (1762–1830), nur pro forma, der Titel war nach Auflösung des Heiligen Römischen Reiches obsolet und Bremen-Verden wurden als politische Körperschaften 1823 aufgelöst und staatsrechtlich ins Königreich Hannover eingegliedert.

## Präsidenten derBrem-Verdenschen Regierung(1648–1823)

### Generalgouverneure in der Zeit der Personalunion mit Schweden (1646/1648–1712)
- 1646–1663: Hans Christoph von Königsmarck (1600–1663)
- 1663–1666: Gustaf Evertsson Horn (1614–1666)
- 1668–1693: Henrik Horn (1618–1693), 1676–1679 de facto unterbrochen durch die brandenburgische und dänische Besetzung im Zuge des Brandenburgisch-Schwedischen Krieges
- 1693–1693: Erik Dahlbergh (1625–1703)
- Vakanz
- 1696–1698: Jürgen Mellin (1633–1713)
- 1698–1710: Nils Carlsson Gyllenstierna af Fogelvik (1648–1720)
- 1711–1712: Mauritz Vellingk (1651–1727)

### Vorsitzende der Regierung in der Zeit der Personalunion mit Hannover (1715–1807, 1813–1823)
- 1715–1716: Cord Plato von Schloen, gen. Gehle (1661–1723)
- 1716–1730: Johann Friedrich von Staffhorst (1653–1730)
- Vakanz

Ab 1739 in Personalunion auch Grefe des Landes Hadeln:
- 1739–1759: Philipp Adolph von Münchhausen, im Range eines Ministers, auch Chef der  Deutschen Kanzlei (Engl: Hanoverian Chancery) in London
- 1759–1782: Bodo Friedrich von Bodenhausen (1705–1781), seit 1769 im Range eines Ministers
- 1782–1798: Gotthelf Dietrich von Ende (1726–1798)
- Vakanz
- 1800–1810: Christian Ludewig von Hake (1745–1818), im Range eines Ministers, Namensgeber der Species Hakea
- Vakanz infolge der französischen Annexion
- 1813–1823: Engelbert Johann von Marschalck (1766–1845), die Brem-Verdenschen Stände wählten ihn in der Übergangszeit nach dem französischen Abzug zum Vorsitzenden der brem-verdenschen Regierungskommission. 1823–1841 war er der erste Landdrost der Landdrostei Stade, der rein verwaltungsmäßigen Gebietskörperschaft, die nach Auflösung Bremen-Verdens dessen Gebiet umfasste.[3]

### Vorsitzende der Regierung während der westphälischen Annexion (1807–1810)
- 1800–1810: Christian Ludewig von Hake (1745–1818)
- 1810, April–Dezember Johann von Schlütter (1749–1827)